# Kopalnia Śląsk
Kopalnia Śląsk – dawna wąskotorowa kolejowa stacja towarowa w Świętochłowicach, w dzielnicy Chropaczów, w województwie śląskim, w Polsce. Stacja była zlokalizowana w przybliżeniu na kilometrze 4,9 linii z Pola Północnego do Pawła.